# Zdeněk Hlávka
Zdeněk Hlávka (* 1956) je několikanásobný mistr České republiky ve znalostech Bible pocházející ze Šlapanic.
Poprvé zvítězil v roce 2001 a následně ještě několikrát svůj titul obhájil jak v soutěži jednotlivců, tak v soutěži týmů. Hlavní výhrou v této soutěži byl od 4. ročníku poznávací zájezd do Jeruzaléma. Při svém prvním vítězství získal knihu Biblický atlas.
Současně se jedná o vítěze soutěže v CNC programování za rok 2006. Na nižších místech se umístil i v dalších letech.